# Quitandinha
Quitandinha é um município brasileiro do estado do Paraná. Município pertencente à Região Metropolitana de Curitiba, localizado a sudeste do estado, é predominantemente agrícola, encontra-se situado na bacia hidrográfica do rio Iguaçu. Foi desmembrado de Rio Negro e Contenda e instalado em 13 de junho de 1961 através da Lei Estadual nº 037.

## Etimologia
Homenagem ao Hotel Quitandinha, da cidade do Rio de Janeiro. O fato deve-se a uma viagem feita ao Rio de Janeiro, por antigos proprietários do primeiro restaurante existente na povoação, Senhor Reinaldo Dino Paolini e Senhora Zoraide Matioli Paolini, localizado às margens da BR-116, que nesta ocasião foram hospedados no Hotel Quitandinha. O requinte do hotel os encantou, e ao retornarem ao Paraná resolveram batizar o estabelecimento comercial de Restaurante Quitandinha, surgindo desta forma a atual denominação, que suplantou a antiga Areia Branca.

## História
A movimentação do torrão quitandinhense é antiga, pois nessa região, antes mesmo que o homem branco pisasse a terra, habitava o gentio Botocudo, que pertencia ao grupo Jê e era tido como o mais temerário povo indígena ao tempo das primeiras entradas aos Campos de Curitiba e na mesopotâmia Iguaçu-Rio Negro. Esta nação foi totalmente extinta, e quase nada sobrou para que se possa falar alguma coisa a respeito.
A região passou a ser a mais frequentada a partir da abertura da Estrada da Mata, e principalmente a partir da fundação dos povoados de Capão Alto (Lapa) e Capela de Rio Negro. Com a consolidação desses núcleos como municípios emancipados, o progresso irradiou-se por todos os quadrantes e a região começou a se formar.
Areia Branca foi o primeiro nome do lugar, e como ficou conhecido por muitos anos. Por estar localizado às margens da rodovia federal BR-116, ao longo do tempo foi recebendo forte fluxo migratório, pois as pessoas gostavam do lugar e acabavam ficando. São pioneiras de Areia Branca as famílias de Eleutério Fernandes de Andrade, José de Sá Ribas e Henrique Germano. A essa saga povoadora, mais tarde se juntaram outros denodados pioneiros.
No dia 14 de novembro de 1951, através da Lei Estadual nº 790, o povoado é elevado à categoria de Distrito Administrativo, com a denominação de Areia Branca. Em 1952, quando Contenda foi elevada à categoria de município, com território do município da Lapa, Areia Branca era a sua principal vila.
Os antigos proprietários do primeiro restaurante existente na localidade, Senhor Reinaldo Dino Paolini e Senhora Zoraide Matioli Paolini, instalado às margens da BR-116, quando em uma viagem de férias ao Rio de Janeiro, ficaram encantados com a beleza do Hotel-Cassino Quitandinha. Não tiveram dúvidas, e ao regressarem da viagem, deram ao seu estabelecimento comercial o nome de Restaurante Quitandinha. O local se tornou ponto de referência do município, com a denominação, posteriormente, suplantando a antiga Areia Branca no gosto popular.
Em 13 de junho de 1961, o Distrito de Areia Branca é elevado à categoria de município, através da Lei Estadual nº 37, com território desmembrado de Contenda e Rio Negro. A instalação oficial se deu no dia 23 de novembro do mesmo ano. O primeiro prefeito foi o senhor Eleutério Ricardo de Andrade.

## Transporte
O município de Quitandinha é servido pelas seguintes rodovias:
- BR-116, que passa por seu território, que liga Curitiba a Porto Alegre
- PR-511, que liga a cidade ao município de Contenda (Catanduvas do Sul)